# 밤바 디엥
셰이크 아마두 밤바 음바케 디엥(프랑스어: Cheikh Ahmadou Bamba Mbacke Dieng, 2000년 3월 23일 ~ )는 밤바 디엥(프랑스어: Bamba Dieng)으로 알려진 세네갈의 축구 선수이다. 그의 포지션은 공격수로, 현재 프랑스 리그 1의 로리앙에서 활약하고 있다.

## 클럽 경력
디엥은 세네갈 프리미어리그의 디암바스에서 프로 선수 생활을 시작했으며, 데뷔 첫 시즌에 14경기에서 12골을 넣었다. 그는 2019-20 시즌 세네갈 프리미어리그 득점왕에 올랐다.
디엥은 2020년 10월 5일에 마르세유로 이적했다. 그는 2021년 2월 10일, 2-0으로 이긴 오세르와의 쿠프 드 프랑스 경기에서 92분에 골을 넣으며 데뷔전을 치렀다.
2023년 1월 27일, 디엥은 로리앙과 4년 6개월 계약을 맺고 이적하였다.

## 국가대표팀 경력
디엥은 2021년 10월 9일, 4-1로 이긴 나미비아와의 2022년 FIFA 월드컵 예선 경기에서 세네갈 대표팀 데뷔전을 치렀다.
그는 2022년 1월에 열린 2021년 아프리카 네이션스컵에 세네갈 대표팀에 차출되었고, 카보베르데와의 16강전에서 A매치 데뷔골이자 경기 두 번째 골을 기록하여 2-0 승리에 일조했다. 2021년 아프리카 네이션스컵 결승전에서 디엥은 승부차기에서 골을 넣어 세네갈 우승에 기여했다.

## 수상 내역
세네갈
- 아프리카 네이션스컵: 2021[10]

개인
- 리그 1 올해의 골: 2021–22[11]